# Alois Taux

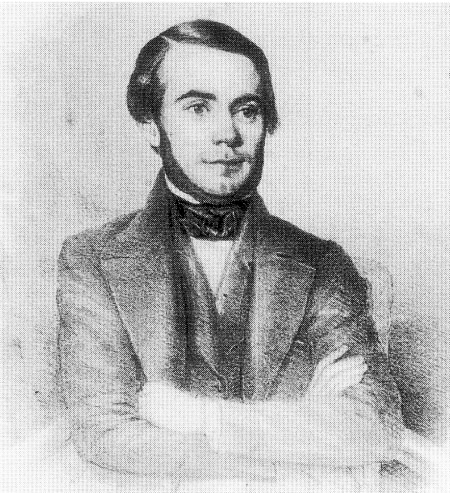
Alois Taux, Linolschnitt von M. Bernisius, 1847

Alois Taux (* 5. Oktober 1817 in Baumgarten, Landkreis Frankenstein, Provinz Schlesien; † 17. April 1861 in Salzburg) war ein deutscher Dirigent und Komponist. Er war der erste Direktor des Dommusikvereins und Mozarteums in Salzburg und Gründer der Salzburger Liedertafel.

## Leben
Seinen ersten musikalischen Unterricht erhielt Taux in seinem Heimatort sowie im benachbarten Kamenz. Ab 1834 studierte er am Prager Konservatorium, 1837 wurde er am Opernhaus Graz Violinist und später Hornist. 1839 begann seine Laufbahn als Dirigent, zuerst als Zweiter Kapellmeister am Landestheater Linz und im gleichen Jahr als Direktor am k.k. Theater in Salzburg. 1841 wurde er zum Direktor des neu gegründeten Dommusikvereins und Mozarteums in Salzburg berufen. 1847 gründete er die Salzburger Liedertafel, deren Leiter er bis zu seinem Tod war. Zudem war er ab 1858 Chormeister der Salzburger Singakademie.
Taux regte 1842, 1852 und 1856 die ersten Mozartfeste in Salzburg an und veranstaltete 1856 ein großes Liedertafelfest. Seine Mozart-Gedenkkonzerte wurden von der Internationalen Stiftung Mozarteum institutionalisiert.
Taux heiratete 1850 die Sängerin Anna Freiin Dubsky von Wittenau, eine Verwandte der Constanze Mozart.
Er verstarb überraschend während einer Probe der Liedertafel im Frühjahr 1861. Sein Ehrengrab befindet sich am Salzburger Kommunalfriedhof.

## Ehrungen
Nach Alois Taux ist die Tauxgasse im Salzburger Stadtteil Gneis benannt.
In seinem Geburtsort Baumgarten (jetzt Braszowice) veranstalteten Musikliebhaber am 17. und 18. Oktober 2015 zum ersten Mal ein Musikfestival mit dem Titel „I. Festiwal Muzyczny im. Aloisa Tauxa“, das in der St.-Laurentius-Kirche in Braszowice sowie in der Hedwigskirche in Ząbkowice Śląskie (Frankenstein) stattfand.

## Werke
Als Komponist schuf Taux vor allem Gebrauchsmusik, die innerhalb seines lokalen Wirkungskreises erfolgreich war. Unter seinen mehr als 50 Werken befinden sich neun Messen und sechs Ouvertüren sowie Zauberpossen, Zwischenaktmusiken, Kantaten, Tänze und Chorwerke.
Seine Kirchenwerke, seine Chorkompositionen, schließlich seine Bühnenwerke aller Art [...] zeigen ihn durchwegs als Eklektiker, der sich nicht nur in den Bahnen der deutschen Klassiker und Romantiker weiterbewegt, sondern als vielbeschäftigter und einfühlsamer Theaterdirigent auch die Melodienfülle und den Elan der italienischen Opernwerke dieser Zeit [...] auf sich wirken läßt. Unter seinen musikdramatischen Werken ragt besonders das eine heimatliche Note tragende, in dem Untersberger Sagenkreis wurzelnde Festspiel „Die Rose vom Untersberg“ hervor. Auch sonst bevorzugt er [...] unheimliche Geistersagen und Stoffe aus der deutschen Vorzeit.